# Fireball
Az 1971-ben megjelent Fireball a Deep Purple hard rock együttes egyik albuma. Ez a második stúdiólemez az együttes második, "klasszikus" felállásától (Mk. II), összességében az ötödik a sorban.
A kislemezen megjelent "Strange Kind of Woman" nagy sikert ért el. Az amerikai és a japán kiadáson a "Demon's Eye" c. szám helyén szerepel.

## Az album dalai
Minden szám az együttes tagjainak a szerzeménye.
Eredeti kiadás
1. Fireball – 3:25
2. No No No – 6:54
3. Demon's Eye – 5:21
4. Anyone's Daughter – 4:43
5. The Mule – 5:23
6. Fools – 8:21
7. No One Came – 6:28

25 éves jubileumi kiadás bónusz dalai
1. Strange Kind of Woman (kislemez A oldal remix '96) – 4:07
2. I'm Alone (kislemez B oldal) – 3:08
3. Freedom (eredeti albumból kimaradt) – 3:37
4. Slow Train (eredeti albumból kimaradt) – 5:38
5. Demon's Eye (1996-os remix) – 6:13
6. The Noise Abatement Society Tapes – 4:17
7. Fireball take 1 (instrumentális) – 4:09
8. Backwards Piano – 0:56
9. No One Came (1996-os remix) – 6:24

## Közreműködők
- Ian Gillan – vokál
- Ritchie Blackmore – szólógitár
- Jon Lord – orgona, billentyűk
- Roger Glover – basszusgitár
- Ian Paice – dob